# Missionari servi dei poveri

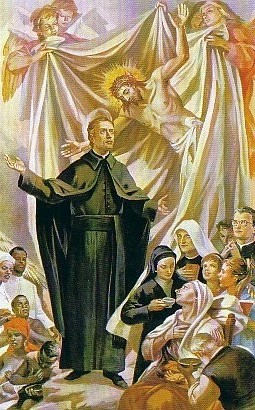
Giacomo Cusmano, fondatore dell'istituto: tela di Aronne del Vecchio nella cattedrale di Palermo

I Missionari Servi dei Poveri, ovvero Opera del Boccone del Povero (in latino Congregatio Missionariorum Servorum Pauperum), sono un istituto religioso maschile di diritto pontificio: i membri di questa congregazione clericale, detti popolarmente Bocconisti o Cusmaniani, pospongono al loro nome la sigla S.d.P.

## Storia
La Congregazione venne fondata a Palermo nel 1887 dal sacerdote italiano Giacomo Cusmano (1834-1888) per l'esercizio delle opere di carità verso i poveri e i sofferenti e l'apostolato missionario.
Venne canonicamente eretta in istituto di diritto diocesano dall'arcivescovo di Palermo il 10 luglio 1888 e le sue costituzioni vennero approvate il 4 settembre 1907; aggregata all'Ordine dei frati minori cappuccini dall'11 maggio 1956, la congregazione ha ricevuto il pontificio decreto di lode il 10 luglio 1960.
Il fondatore è stato beatificato da papa Giovanni Paolo II nella basilica di San Pietro in Vaticano il 30 ottobre 1983. Un altro membro della congregazione degno di nota è stato padre Francesco Spoto, martire, beatificato nel 2007. 
Il 10 marzo 2007, per la prima volta, è stato innalzato all'episcopato un religioso della congregazione, padre Vincenzo Bertolone, eletto vescovo di Cassano all'Jonio.

## Attività e diffusione
I Missionari si dedicano alle opere di carità verso i poveri e alle missioni popolari; operano nei ricoveri per mendicanti, negli orfanotrofi e negli ospedali.
Oltre che in Italia, sono presenti in Africa (Repubblica Democratica del Congo, Uganda), nelle Americhe (Brasile, Messico) e in Asia (Filippine, India); la sede generalizia è a Roma.
Al 31 dicembre 2008 l'istituto contava 25 case e 140 religiosi, 74 dei quali sacerdoti.